# نسبة التصفية الكلوية

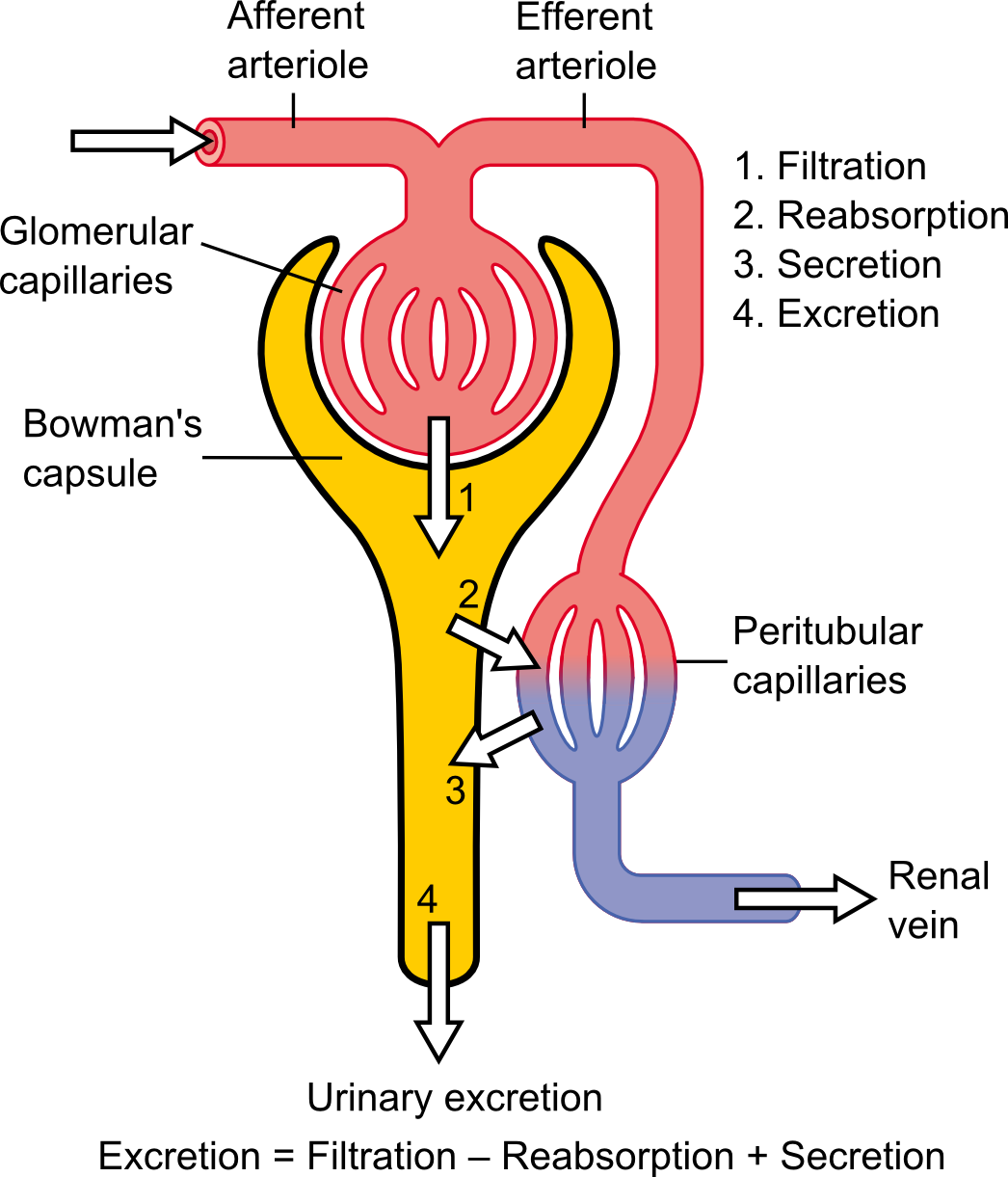
رسم تخطيطي للآليات الفزيولوجية الأساسية للكلية

نسبة التصفية الكلوية (بالإنجليزية: Renal clearance ratio)‏ أو الطرح الجزئي هو مقياس للسرعة التي يمر بها أحد مكونات البول عبر الكليتين، ويُعرف استنادًا على المعادلة التالية:
{\displaystyle clearance\ ratio\ of\ X={\frac {C_{x}}{C_{in}}}}
- X: المادة المستعملة للتحليل.
- Cx: تصفية البلازما الكلوية للمادة X.
- Cin: تصفية البلازما الكلوية للإينولين.

في بعض الأحيان، يُستعمل الكرياتينين كمادةٍ مرجعية بدلًا من الإينولين.